# Mali Beograd
Mali Beograd (in serbo Мали Београд?) è un villaggio della Serbia situato nella municipalità di Bačka Topola, nel distretto della Bačka Settentrionale, nella provincia autonoma di Voivodina. La popolazione totale è di 456 abitanti (censimento del 2011), e la maggioranza di essa è di etnia serba.